# Strictispira stillmani
Strictispira stillmani é uma espécie de gastrópode do gênero Strictispira, pertencente a família Pseudomelatomidae.